# Пасерела „Натале Капеларо“
Пасерèла (т.е. Пешеходен мост) „Натале Каперало“ (на италиански: Passerella Natale Capellaro), известен като Пасерела (Passerella), е пешеходен и велосипеден мост в град Ивреа, Пиемонт, Северна Италия. Построен е на река Дора Балтеа и е открит през 2013 г.

## История
Няколкото проекти за изграждането на мост, който да свърже двата бряга на река Дора Балтеа надолу по течението от историческия център на Ивреа, датират поне от втората половина на 20 век.
Мостът е окончателно завършен през 2010 г., като е открит на 12 октомври 2013 г. от тогавашния кмет на Ивреа Карло Дела Пепа. Той носи името на инж. Натале Капеларо, създател на различни калкулатори на Оливети като Divisumma 24 и Elettrosumma 22. Общата стойност на работата е около 3 млн. евро. 

## Описание
Пешеходният мост се състои от три участъка с дължина 25, 30 и 25 метра над река Дора Балтеа и допълнителен участък от 30 метра над изпускателния канал на електроцентрала, разположена по протежение на реката. Дъсченото тяло е с ширина 7,20 метра и се характеризира с извити корбели по такъв начин, че да поддържа силата на вятъра. Централната част на моста е обзаведена с шезлонги, от които човек може да се любува на гледката към историческия център на града. Част от дъсченото тяло е покрито от два навеса, оборудвани с фотоволтаични панели, за да компенсират консумацията на енергия, причинена от осветлението.